# Ľudovít Fulla
Ľudovít Fulla (ur. 27 lutego 1902 w Rużomberku – zm. 21 kwietnia 1980 w Bratysławie) – słowacki malarz, grafik, ilustrator, scenograf i nauczyciel plastyki. Uważany jest za jedną z najważniejszych postaci słowackiej twórczości artystycznej XX wieku, oraz słowackiego modernizmu.

## Życiorys
W latach 1922–1927 studiował w Wyższej Szkole Rzemiosła Artystycznego w Pradze u profesorów Arnošta Hofbauera i Františka Kyseli. Następnie pracował jako pedagog na Akademii Sztuki Stosowanej w Bratysławie, gdzie zaprzyjaźnił się z Mikulášem Galandą. W 1937 roku zdobył Grand Prix na targach Expo w Paryżu.

## Twórczość
Na podstawie:
- Deti pri mori (1929)

- Madona s anjelom (1929)

- Rybári (1930)

- Balóny (1930)

- Požehnanie statku (1932)

- Vyhnanie z raja (1932)

- Pieseň a práca (1934–1935)

- Madona s anjelmi (1946)

- Slovenská svadba (1946)

- Jánošík na bielom koni (1948)

- Slovenská nevesta (1949)

- Zuzana a starci (1960)